# K·I·索耶空軍基地
K·I·索耶空軍基地（英語：K. I. Sawyer Air Force Base）是位於美國密歇根州馬凱特縣福賽斯鎮區及西布蘭奇鎮區的一個普查規定居民點。

## 人口
根據2020年美國人口普查的數據，K·I·索耶空軍基地的面積為4.49平方千米，當中陸地面積為4.43平方千米，而水域面積為0.05平方千米。當地共有人口3064人，而人口密度為每平方千米682.41人。